# Challenger de Liberec 2017

El torneo Svijany Open 2017 es un torneo profesional de tenis. Pertenece al ATP Challenger Series 2017. Se disputará en su 5.ª edición sobre superficie tierra batida, en Liberec, República Checa entre el 31 de julio al el 6 de agosto de 2017.

## Jugadores participantes del cuadro de individuales
| Favorito | País                       | Jugador             | Rank1 | Posición en el torneo |
| -------- | -------------------------- | ------------------- | ----- | --------------------- |
| 1        | Bandera de República Checa | Adam Pavlásek       | 127   | Primera ronda         |
| 2        | Bandera de Alemania        | Oscar Otte          | 152   | Cuartos de final      |
| 3        | Bandera de Alemania        | Cedrik-Marcel Stebe | 153   | Segunda ronda         |
| 4        | Bandera de Portugal        | Pedro Sousa         | 156   |                       |
| 5        | Bandera de Alemania        | Tobias Kamke        | 165   | Cuartos de final      |
| 6        | Bandera de República Checa | Lukáš Rosol         | 168   | Segunda ronda         |
| 7        | Bandera de España          | Tommy Robredo       | 180   | Segunda ronda         |
| 8        | Bandera de Rusia           | Alexey Vatutin      | 183   | Primera ronda         |

- 1 Se ha tomado en cuenta el ranking del 24 de julio de 2017.

### Otros participantes
Los siguientes jugadores recibieron una invitación (wild card), por lo tanto ingresan directamente al cuadro principal (WC):
- Marek Jaloviec
- Dominik Kellovský
- Patrik Rikl
- Tommy Robredo

Los siguientes jugadores ingresan al cuadro principal tras disputar el cuadro clasificatorio (Q):
- Hugo Dellien
- Juan Pablo Ficovich
- Roman Safiullin
- Robin Staněk

## Campeones

### Individual Masculino
- derrotó en la final a  ,

### Dobles Masculino
- Laurynas Grigelis /  Zdeněk Kolář derrotaron en la final a  Tomasz Bednarek /  David Pel, 6–3, 6–4